# Hypsogastropoda
Los hipogastrópodos (Hypsogastropoda) son un suborden de gastrópodos del orden de los Sorbeoconcha.

## Infraórdenes
- Littorinimorpha
- Neogastropoda
- Ptenoglossa

- Datos: Q1187533
- Multimedia: Hypsogastropoda / Q1187533
- Especies: Hypsogastropoda